# Миогенный механизм
Миоге́нный механи́зм — основной механизм регуляции физиологических систем, основанный на ответной реакции гладких миоцитов на растяжение. Дело в том, что сокращение миоцитов зависит от степени их растяжения. В этом случае ответ относится к сокращению, инициированному самим миоцитом, а не внешним явлением или стимулом, таким как нервный импульс. Такой отличительной особенностью, как миогенный механизм регуляции, в большинстве случаев обладают миоциты, имеющие свойство автоматии: пейсмейкеры/водители ритма (в сердечной мышце).
Артерии и артериолы реагируют на увеличение или уменьшение кровяного давления, чтобы сохранить объем крови внутри кровеносных сосудов постоянным.

### Механизм сокращения в сердечной мышце
Способность к ритмическому сокращению без всяких видимых раздражений под влиянием импульсов, возникающих в самом органе, является характерной особенностью сердца. Это свойство называется автоматизмом. Так как импульсы появляются в мышечных волокнах, то говорят о миогенной автоматии. В основе миогенной регуляции сердца лежат особенности строения и функционирования кардиомиоцитов, особенности соединения мышечных клеток между собой.
Различают гетеро- и гомеометрические механизмы миогенной регуляции.

#### Гетерометрические механизмы
Первые связаны с изменением длины волокон миокарда в ответ на изменение притока крови к сердцу. Примером такого типа регуляции является закон Франка-Старлинга (закон сердца): «сила сокращения желудочков сердца прямо пропорциональна длине их мышечных волокон перед сокращением.»

#### Гомеометрические механизмы
Под гомеометрическими механизмами регуляции понимают изменения силы сокращений при неменяющейся исходной длине волокон миокарда. Примерами гомеометрической регуляции являются «лестница» Боудича и эффект Анрепа.
• «Лестница» Боудича: «если стимулировать полоску миокарда при равном растяжении со всё увеличивающейся частотой, то можно наблюдать увеличение силы каждого последующего сокращения.»
• Эффект Анрепа: «сила сокращения левого желудочка прямо пропорциональна повышению давления в аорте.»

### Автономный внутрипочечный феномен
Суть феномена: "Давление в почечных капиллярах корковых нефронов не зависит от давления в почечной артерии". Это позволяет осуществлять фильтрацию крови даже при значительных изменениях гемодинамики в крови. Миогенные механизмы в почках являются частью механизма ауторегуляции, который поддерживает постоянный почечный кровоток при изменяющемся артериальном давлении. Механизмы изменения давления локализованы в области приносящей артериолы и являются следствием миогенной регуляции.

### Автономия вЖКТ
Для некоторых мышечных клеток внутреннего косого слоя желудка характерно наличие пейсмекерной активности. Косой слой мышц желудка является его проводящей системой. В наполненном пищей желудке развиваются три типа сокращений:
1. Перистальтические;
2. Тонические;
3. Систолические (пропульсивные, антральные).   1. ↑  Саранск. Курс лекций по избранным разделам физиологии. — 2017.